# ベイリー機関銃
ベイリー機関銃（ベイリーきかんじゅう、Bailey Machine Gun）は19世紀後半に開発された機関銃。有名なガトリング砲と同じ多銃身型で、ベルト給弾方式を採用した最初の機関銃である。一般にはベイリー「機関銃」と呼ばれるが、外部動力（人力クランク）を使用しているため、狭義の機関銃（full automatic machine gun）には該当しない。

## 開発歴
ベイリー機関銃は、1874年にインディアナポリスのフォーチュン・L・ベイリー（Fortune L. Bailey）によって設計された。初期のデザインにはいくつか問題があったが、ウィンチェスター社が1875年に可動モデルを製造した。このモデルがアメリカ海軍に評価のために提出された。
ウィンチェスター社とワシントン海軍工廠のパターソン代将（T. H. Patterson）との話し合いの結果、1876年1月にこの新兵器の試験が命じられた。試験は1876年2月11日に実施された。類似の兵器に比べると、ベイリー機関銃は32口径と小型であったが、ベイリーは動作を確認するためのコンセプトモデルであるためと説明している。社内試験結果が非常に良好であったため、ベイリーは大口径にスケールアップせず、32口径のままデモンストレーションを行うことを選んだ。
試験当日にベイリーは100発用給弾ベルトを数本持参したのみであったため、海軍評議会は耐久試験には不足であるとして、公式な採用試験は行わないこととした。しかし、ベイリーの望みに応じて非公式な試験を実施することは認められた。ベイリーはデモンストレーションの際に非常に高い発射速度で射撃を行った。100発を撃ち尽くすのに必要な時間は6秒であり、従って公式な発射速度は1000発/秒になる。
この評価試験に立ち会ったシカード中佐（Montgomery Sicard）は、「発射速度を確認するための試験は、まさに驚くべきものであった。6秒間で100発が発射され、銃は連続した炎のように見えた。全弾がスムースに発射された。」と記述している。

## 設計と機能

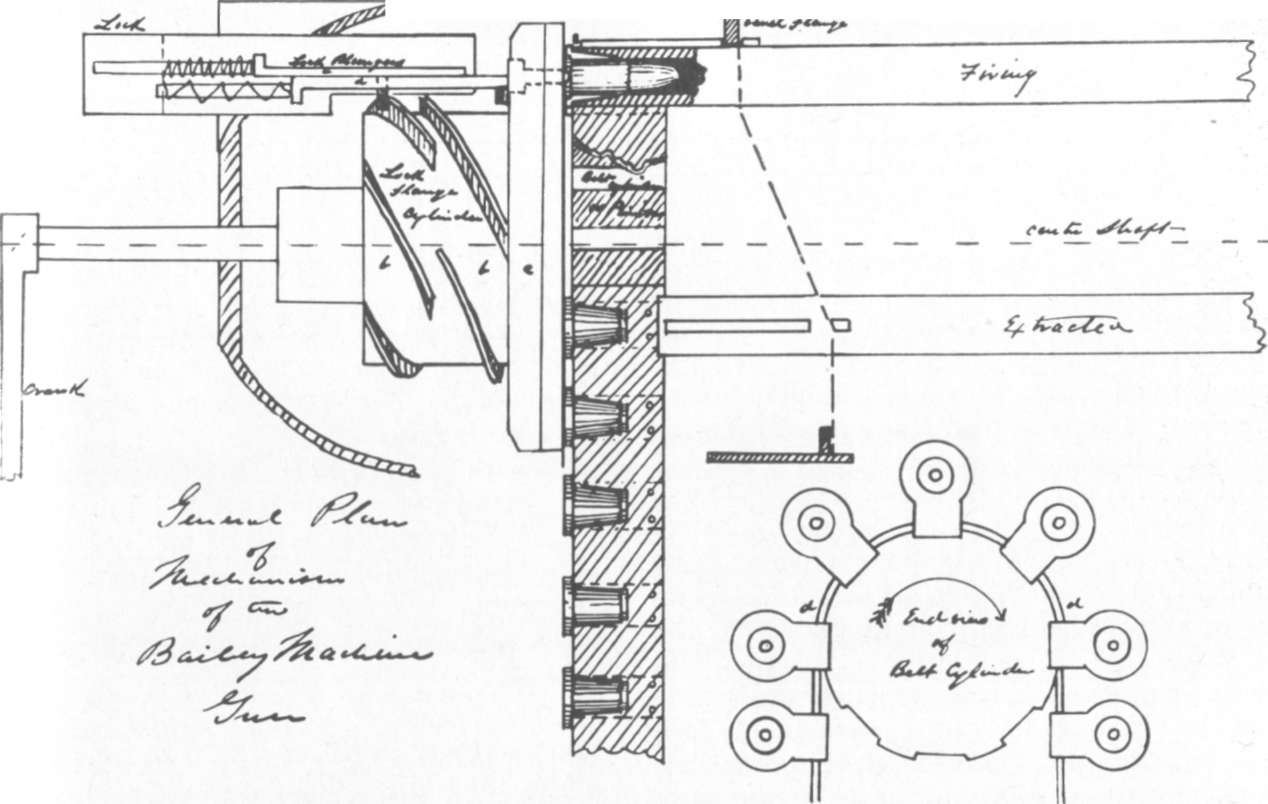
1876年の試験の際に描かれた、ベイリー機関銃のメカニズムのスケッチ

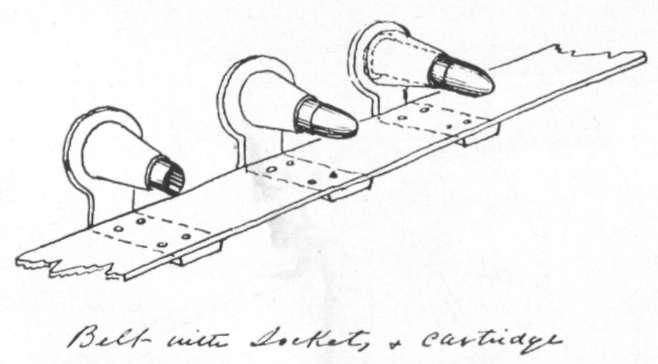
1876年の試験の際に描かれた、ベイリー機関銃の給弾ベルト

多銃身、手回しクランクの使用という点で、ベイリー機関銃は表面的にはガトリング砲に似ていた。しかし、類似点はそれだけであり、ベイリー機関銃の発射機構はガトリング砲とは大きく異なっていた。
銃身はカムによって前後に移動し、下方にあるときは前進した状態にある。クランクを回すと、銃身が装着されたプレートが回転し、給弾ベルトも同時に回転する。回転に伴い銃身は後退し、弾丸に覆いかぶさるような形で装填が行われ、遊底の役目を果たすプレートにロックされる。プレートには撃針が組み込まれており、銃身が最上部に位置した際に撃鉄が撃針を叩き、発砲が行われる。
この時期の他の機関銃はドラム型給弾装置または給弾ホッパーを使用しており、装填可能な弾数が少ないという問題があった。これに対してベイリー機関銃はベルト給弾方式を使用しており、この問題を解決していた。ベイリー機関銃は採用されることは無かったが、ベルト給弾式は革新的と考えられ、後の機関銃の多くが何らかのベルト給弾方式を採用している。